# FreeNAS
FreeNAS™ este un sistem de operare NAS (Network-Attached Storage) bazat pe FreeBSD®, gratuit și open source. Suportă CIFS Samba, FTP, NFS, rsync, Apple Filing Protocol (AFP), S.M.A.R.T., autentificare locală a utilizatorilor, RAID (0,1,5), și interfață configurabilă web. Odată ce a fost instalat, FreeNAS ocupă mai puțin de 32 MB pe discul dur. FreeNAS este distribuit ca imagine ISO dar și în format cod sursă. Este posibil să fie rulat și ca LiveCD, cu fișierele de configurare stocate pe o disketă formatată în MS DOS. De asemenea, este oferită și o imagine VMWare.

## Cerințe minime de sistem
Pentru FreeNas 0.686:
- Procesor Pentium.
- 96 MB ram, 128 MB pentru update.
- Unitate CD-ROM pentru inițializare.
- Dacă nu este pornit de pe CD, atunci e nevoie de un disc dur, o memorie de tip compact flash sau și o memorie de tip USB flash drive, cu minimum 64 MB.
- Tastatură și monitor.
- Ultima ediție a FreeNAS.[1]